# Le Roi Lear au village
Pour les articles homonymes, voir Lear.
Pour plus de détails, voir Fiche technique et Distribution.
Le Roi Lear au village est un film muet français  réalisé par Louis Feuillade, sorti en 1911.
Il fait partie de la série La Vie telle qu'elle est.

## Fiche technique
- Titre : Le Roi Lear au village
- Réalisation : Louis Feuillade
- Scénario :
- Photographie : Georges Guérin
- Montage :
- Producteur :
- Société de production : Société des Établissements L. Gaumont
- Société de distribution :  Société des Établissements L. Gaumont
- Pays de production :  France
- Métrage : 300 mètres
- Langue : film muet avec les intertitres en français
- Format : Noir et blanc — 35 mm — 1,33:1 — Muet
- Genre : Film dramatique
- Durée : 10 minutes
- Dates de sortie :
  - France : 1911

## Distribution
- Suzanne Grandais
- Alice Tissot
- Renée Carl
- Henri Gallet